# خط طول 56° غرب
خط طول 56° غرب هو أحد خطوط الطول الجغرافية، والتي تمتد من القطب الشمالي الجغرافي إلى القطب الجنوبي الجغرافي، وحسب التحويل الزمني يتأخر خط طول 56° غرب عن خط غرينتش بـ3 ساعات و44 دقيقة.

## من القطب إلى القطب
ينطلق خط طول 56° غرب من القطب الشمالي نحو القطب الجنوبي مرورا بالمناطق التي ترد في الجدول التالي:
| الإحداثيات                         | البلد أو الإقليم أو البحر | ملاحظات |
| ---------------------------------- | ------------------------- | --- |
| 90°0′N 56°0′W / 90.000°N 56.000°W  | المحيط المتجمد الشمالي    | |
| 83°34′N 56°0′W / 83.567°N 56.000°W | بحر لنكولن                | |
| 82°15′N 56°0′W / 82.250°N 56.000°W | جرينلاند                  | مرورا عبر the mainland و many islands                                                                           |
| 72°40′N 56°0′W / 72.667°N 56.000°W | خليج بافن                 | |
| 70°0′N 56°0′W / 70.000°N 56.000°W  | مضيق دافيس                | |
| 60°0′N 56°0′W / 60.000°N 56.000°W  | المحيط الأطلسي            | بحر لبرادور |
| 53°33′N 56°0′W / 53.550°N 56.000°W | كندا                      | نيوفاوندلاند واللابرادور — لابرادور                                                                             |
| 51°53′N 56°0′W / 51.883°N 56.000°W | مضيق بيل إيل              | |
| 51°35′N 56°0′W / 51.583°N 56.000°W | كندا                      | نيوفاوندلاند واللابرادور — Great Northern Peninsula on the جزيرة نيوفاوندلاند (جزيرة)                           |
| 50°48′N 56°0′W / 50.800°N 56.000°W | المحيط الأطلسي            | |
| 50°0′N 56°0′W / 50.000°N 56.000°W  | كندا                      | نيوفاوندلاند واللابرادور — جزيرة نيوفاوندلاند (جزيرة)                                                           |
| 47°30′N 56°0′W / 47.500°N 56.000°W | Fortune Bay               | مرورا بغرب Brunette Island, نيوفاوندلاند واللابرادور, كندا (في 47°16′N 55°59′W / 47.267°N 55.983°W)             |
| 46°58′N 56°0′W / 46.967°N 56.000°W | كندا                      | نيوفاوندلاند واللابرادور — the tip of the Burin Peninsula on the جزيرة نيوفاوندلاند (جزيرة)                     |
| 46°57′N 56°0′W / 46.950°N 56.000°W | المحيط الأطلسي            | مرورا بشرق the جزيرة Saint-Pierre, سان بيير وميكلون (في 46°46′N 56°10′W / 46.767°N 56.167°W)                    |
| 5°49′N 56°0′W / 5.817°N 56.000°W   | سورينام                   | |
| 2°24′N 56°0′W / 2.400°N 56.000°W   | البرازيل                  | بارا |
| 2°8′N 56°0′W / 2.133°N 56.000°W    | سورينام                   | |
| 1°50′N 56°0′W / 1.833°N 56.000°W   | البرازيل                  | Pará ماتو غروسو — من 9°29′S 56°0′W / 9.483°S 56.000°W ماتو غروسو دو سول — من 17°14′S 56°0′W / 17.233°S 56.000°W |
| 22°17′S 56°0′W / 22.283°S 56.000°W | باراغواي                  | |
| 27°20′S 56°0′W / 27.333°S 56.000°W | الأرجنتين                 | |
| 28°30′S 56°0′W / 28.500°S 56.000°W | البرازيل                  | ريو غراندي دو سول                                                                                               |
| 30°50′S 56°0′W / 30.833°S 56.000°W | الأوروغواي                | مرورا بشرق مونتفيدو (في 34°53′S 56°9′W / 34.883°S 56.150°W)                                                     |
| 34°52′S 56°0′W / 34.867°S 56.000°W | المحيط الأطلسي            | |
| 60°0′S 56°0′W / 60.000°S 56.000°W  | المحيط الجنوبي            | |
| 63°8′S 56°0′W / 63.133°S 56.000°W  | القارة القطبية الجنوبية   | جزيرة جوينفيل و جزيرة دندي — المطالب الإقليمية بالقارة القطبية الجنوبية by الأرجنتين, تشيلي و المملكة المتحدة   |
| 63°34′S 56°0′W / 63.567°S 56.000°W | المحيط الجنوبي            | بحر ودل |
| 76°16′S 56°0′W / 76.267°S 56.000°W | القارة القطبية الجنوبية   | Territory المطالب الإقليمية بالقارة القطبية الجنوبية by الأرجنتين, تشيلي و المملكة المتحدة                      |